# August Engelbrecht (Philologe)
August Gottfried Engelbrecht (* 14. März 1861 in Wien; † 14. April 1925 ebenda) war ein österreichischer Klassischer Philologe. Als Redaktor der Lateinischen Kirchenväterkommission der Akademie der Wissenschaften zu Wien leitete er von 1899 bis 1925 die Geschäfte des Editionsprojekts Corpus scriptorum ecclesiasticorum latinorum (CSEL), für das er drei Bände selbst bearbeitete.

## Leben
August Engelbrecht studierte ab 1879 Klassische Philologie an der Universität Wien, wo ihn besonders Wilhelm von Hartel und Karl Schenkl beeinflussten. Nach seiner Promotion zum Dr. phil. am 10. März 1882 vertiefte Engelbrecht seine Studien an der Universität Bonn, die damals mit Franz Bücheler und Hermann Usener ein bedeutendes Zentrum der Altertumswissenschaft war; außerdem unternahm er eine Forschungsreise nach Paris, wo er mittelalterliche Handschriften untersuchte. Nach seiner Rückkehr nach Wien unterrichtete Engelbrecht ab 1883 als Mittelschullehrer in Wien, ab 1886 am Theresianum Wien (bis 1901).
Parallel zum Unterricht war Engelbrecht wissenschaftlich tätig. Bereits kurz nach seinem Studium hatte er im Auftrag der Wiener Kirchenväterkommission eine Edition für das Corpus scriptorum ecclesiasticorum latinorum (CSEL) übernommen. Die Arbeit der Kirchenväterkommission förderte er sein ganzes Leben lang, zunächst als nebenamtlicher Schriftführer des CSEL. 1899 stellte ihn die Kaiserliche Akademie der Wissenschaften in Wien als hauptamtlichen Redaktor des CSEL an. Zugleich wählte ihn die Akademie zum korrespondierenden Mitglied (ab 1921 wirkliches Mitglied).
Engelbrecht unterrichtete neben dieser Aufgabe weiterhin am Theresianum, bis er 1901 einen Ruf an die Universität Wien als außerordentlicher Professor der Klassischen Philologie erhielt und annahm. Einen Ruf an die Universität Innsbruck als ordentlicher Professor (1902) lehnte er ab. Sieben Jahre lang führte er die Geschäfte der Kirchenväterkommission parallel zu seinem akademischen Lehramt, bis er 1908 die Professur niederlegte, um sich ganz auf die Arbeit am CSEL konzentrieren zu können. In Anerkennung seiner Leistungen verlieh ihm das Unterrichtsministerium 1923 den Titel eines ordentlichen Professors.
Engelbrecht starb am 14. April 1925 nach schwerer Krankheit im Alter von 64 Jahren. Er wurde auf dem Friedhof Mauer in Wien beigesetzt. Im Wiener Gemeindebezirk Hietzing wurde 1936 der Engelbrechtweg nach August Engelbrecht benannt.

## Wissenschaftliches Werk
Engelbrecht beschäftigte sich mit der griechischen und lateinischen Dichtung aller Epochen der Antike. Seine ersten Arbeiten behandelten die komische Dichtung des Hellenismus und die römische Komödie (Terenz). Von dort gelangte er zur Rhetorik, Philosophie und christlichen Theologie der Spätantike, mit der er sich sein Leben lang beschäftigte. Durch seine Editionen und Abhandlungen zu den lateinischen christlichen Schriftstellern leistete er einen wichtigen Beitrag zur wissenschaftlichen Erschließung dieser Literatur.
1885 legte er eine Edition der Werke des christlichen Philosophen Claudianus Mamertus vor (CSEL 11) sowie eine Studie zu dessen Sprachgebrauch. Es folgten Untersuchungen zur Astrologie des Hephaistion von Theben (1887), die Engelbrecht jedoch nicht fortsetzte. Seine ganze Arbeitskraft widmete er den christlichen Schriftstellern: Er gab eine Monographie (1890) und eine Edition (1891) zu den Schriften des Bischofs Faustus von Riez heraus und nach mehreren Studien zu anderen Autoren eine Edition von neun Predigten Gregors von Nazianz, die Rufinus von Aquileia aus dem Griechischen ins Lateinische übersetzt hatte.

## Schriften (Auswahl)
- De scoliorum poesi. Wien 1882 (Dissertation)
- Studia Terentiana. Wien 1883
- Claudiani Mamertini Opera. Recensuit et commentario critico instruxit Augustus Engelbrecht. Wien 1885 (Corpus scriptorum ecclesiasticorum Latinorum 11)
- Untersuchungen über die Sprache des Claudianus Mamertus. In: Sitzungsberichte der philosophisch-historischen Klasse der Kaiserlichen Akademie der Wissenschaften in Wien. Band 110 (1885), S. 423–542
- Hephaestion von Theben und sein astrologisches Compendium. Ein Beitrag zur Geschichte der griechischen Astrologie. Wien 1887
- Studien über die Schriften des Bischofs von Rei, Faustus. Ein Beitrag zur spätlateinischen Literaturgeschichte. Wien/Prag 1890
- Fausti Reiensis praeter sermones pseudo-Eusebianos Opera. Accedunt Ruricii epistulae. Wien 1891 (Corpus scriptorum ecclesiasticorum Latinorum 21)
- Das antike Theater. Scenische Anschauungsmittel für den Gymnasialunterricht. Wien 1897
- Die Consolatio philosophiae des Boethius. Beobachtungen über den Stil des Autors und die Überlieferung seines Werkes. In: Sitzungsberichte der philosophisch-historischen Klasse der Kaiserlichen Akademie der Wissenschaften in Wien. Band 144 (1902), S. 1–60
- Studien über den Lukaskommentar des Ambrosius. Mit einem Anhang über eine bisher verschollene Handschrift des Philastrius. In: Sitzungsberichte der philosophisch-historischen Klasse der Kaiserlichen Akademie der Wissenschaften in Wien. Band 146 (1903), S. 1–23
- Tyranni Rufini Opera I: Orationum Gregorii Nazianzeni novem interpretatio. Wien 1910 (Corpus scriptorum ecclesiasticorum Latinorum 46)